# Paratge Natural Municipal de la Rambla de Sellumbres
El Paratge Natural Municipal de la Rambla de Sellumbres és un espai natural protegit sota la figura de Paratge natural municipal que abasta la conca baixa de dita rambla, entre els termes municipals de Castellfort, Cinctorres i Portell de Morella, a la comarca valenciana dels Ports.
El paratge va estar protegit per acord del Consell de la Generalitat Valenciana el 4 de març de 2008 a iniciativa dels ajuntaments referits. Té una superfície de 1.194,40 hectàrees que inclouen les forests d'utilitat pública del Pinaret (CS-35), Rambla de Sellumbres (CS-36), Serra Simona (CS-22), Clot d’Avellaners (CS-21), Bovalar de Castellfort (CS-19), Mas de Falcó (CS-1033 CS-86) i Sellumbres (CS-25).

## Valors paisatgístics, naturals i patrimonials[2]
Aquest tram de la rambla de Sellumbres presenta una gran complexitat geomorfològica que sumat a la bona conservació de les formacions vegetals, el fan ser valorats per a la seua protecció i conservació. Els penya-segats rocosos que emmarquen el traçat de la rambla li confereixen singularitat al paisatge, destacant les fites de la Roca Roja, la Roca Parda i la Roca del Corb.
Pel que fa a la vegetació, les masses boscoses de pinassa (Pinus nigra) i carrascars (Quercus ilex) dominen el paisatge. El paratge alberga una interessant flora amb espècies endèmiques com Leucanthemum maestracense (margarida), Linaria repens (linària estriada), Sideritis spinulosa (cua de gat), Thymus godayanus (serpoll mascle) i Thymus vulgaris (timó).
Dins dels seus límits es troba la microrreserva de flora del Bovalar de Cinctorres amb 3,7 hectàrees amb presència d'espècies prioritàries per a la conservació: grèvol (Ilex aquifolium), peònia de muntanya (Paeonia officinalis subsp. microcarpa), beatamaria (Polygonatum odoratum), tortellatge (Viburnum lantana) i viola (Viola willkommii).
La fauna destacada és la del grup de les aus, amb 88 espècies censades de les quals el 20% presenten algun grau d'amenaça. Destaquen l'àguila reial (Aquila chrysaetos), el torlit (Burhinus oedicnemus), l'enganyapastors (Caprimulgus europaeus), l'àguila serpera (Circaetus gallicus) i el voltor comú (Gyps fulvus), entre d'altres.
D'altra banda, en el grup dels mamífers, també rellevant, s'han identificat com a protegides pel Catàleg Valencià d'Espècies de Fauna Amenaçades la musaranya (Crocidura rusula), la fagina (Martes foina), el teixó (Meles meles), la mostela (Mustela nivalis) i l'esquirol (Sciurus vulgaris), i com a espècies d'interés internacional la cabra pirinenca (Capra pyrenaica) i el gat salvatge (Felis silvestris).
Quant al patrimoni historicocultural, trobem al paratge diversos jaciments arqueològics de gran interés, la major part dels quals es troben en mal estat de conservació. Concretament, s'han identificat jaciments com ara el mas del Falcó, d'època medieval, situat entre els segles VIII i XIII, en el qual s'han trobat fragments ceràmics dispersos de l'alta edat mitjana; el fossar dels Moros i la costa de l'Albardó, format per ruïnes de fortificacions medievals; el jaciment turó de la Barcella, format per restes d'un menut assentament adscrit a l'edat del bronze; i finalment, l'Abric del turó de la Barcella, un jaciment d'art rupestre corresponent al Neolític.

## Infraestructures

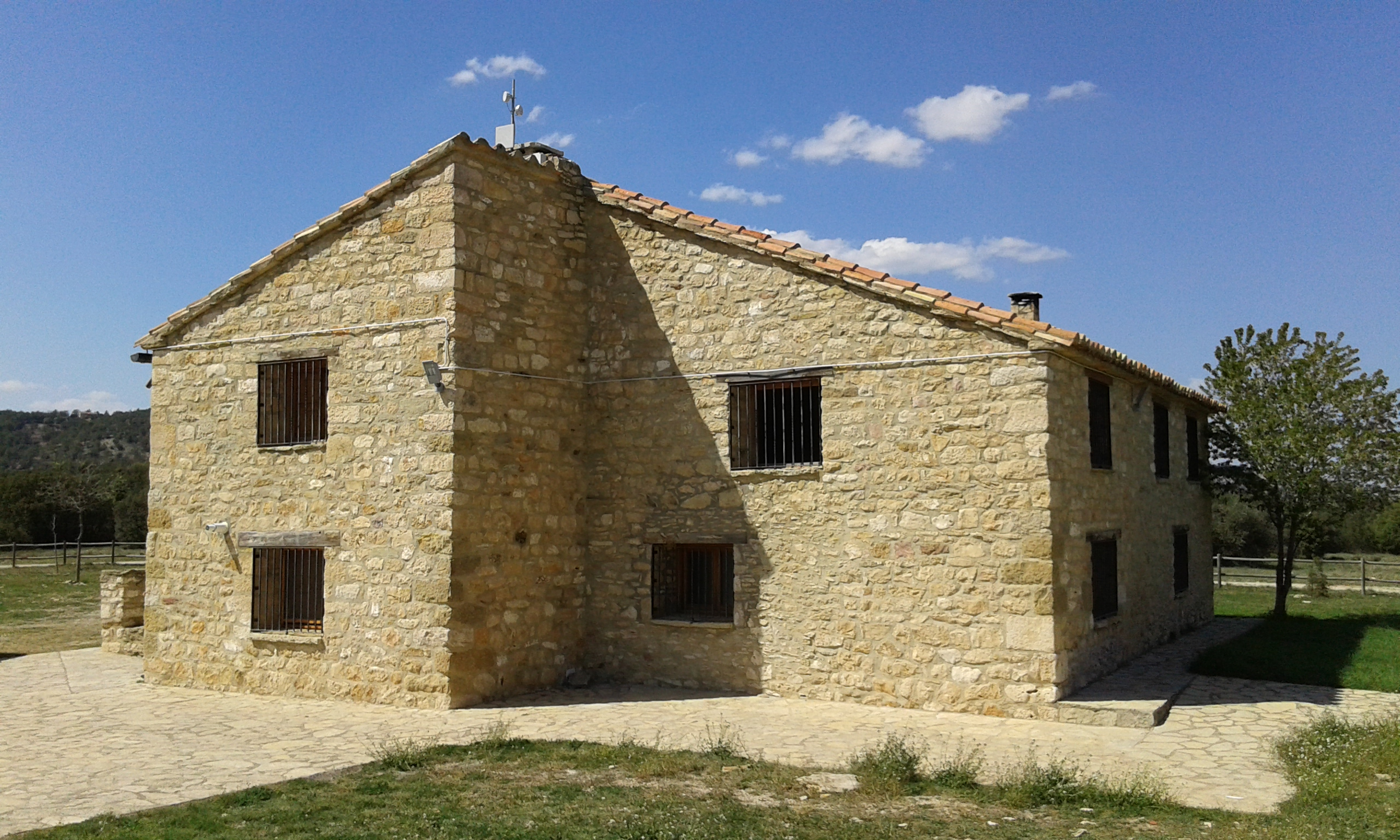
Mas de Falcó

El Paratge Natural Municipal de Ramble de Sellumbres compta amb una àrea recreativa al Mas de Falcó on també es troba el Refugi Forestal i una zona d'acampada. El refugi, amb una capacitat per a 30 persones, està gestionat per l'Ajuntament de Castellfort.
L'espai natural compta amb 5 sendes senyalitzades, una d'elles com a sender de petit recorregut (PR-CV-308) i les altres 4 com a senders locals. Cal destacar els miradors naturals de la Roca Roja i la Roca Parda.